# لمسک
لمسک، روستایی است از توابع بخش مرکزی شهرستان گرگان در استان گلستان ایران.

## جمعیت
این روستا در دهستان روشن آباد قرار داشته و براساس سرشماری سال ۱۳۸۵جمعیت آن ۱،۷۰۷ نفر (۴۲۱ خانوار) بوده‌است. مردم این روستا به زبان مازندرانی گویش می کنند.